# Aleksandr Chorosjilov
Aleksandr Chorosjilov (ryska: Алекса́ндр Ви́кторович Хороши́лов), född den 16 februari 1984 i Jelizovo, är en rysk alpin utförsåkare. Han är bosatt i Moskva och har tävlat på världscupnivå sedan december 2004.
Han kom trea i Åres slalom den 14 december 2014, den första pallplatsen i karriären. Ännu bättre skulle det bli i Schladmings kvällsslalom den 27 januari 2015 när han vann tävlingen, 1,44 sekunder före tvåan Stefano Gross.

## Pallplatser i världscupen (2)
| Datum            | Plats      | Disciplin | Pl.  |
| ---------------- | ---------- | --------- | ---- |
| 14 december 2014 | Åre        | Slalom    | Trea |
| 27 januari 2015  | Schladming | Slalom    | Etta |
| 10 januari 2016  | Adelboden  | Slalom    | Trea |